# День Організації Об'єднаних Націй
День Організації Об'єднаних Націй (На офіційних мовах ООН (англ. United Nations Day; фр. Journée des Nations Unies; ісп. Día de las Naciones Unidas; рос. День Организации Объединенных Наций) – Міжнародний день ООН, встановлений резолюцією A/RES/168 (II) Генеральної Асамблеї ООН 31 жовтня 1947 року, який відзначається щорічно 24 жовтня.
День Організації Об'єднаних Націй, також День ООН — це день народження Організації Об'єднаних Націй.
24 жовтня 1945 року, після того, як більшість держав-засновників ратифікували договір про створення всесвітнього органа, була офіційно створена Організація Об'єднаних Націй. У 1971 році Генеральна Асамблея Організації Об'єднаних Націй прийняла резолюцію, в якій вона рекомендувала державам-членам відзначати цей день як державне свято. Традиційно в цей день у всьому світі проводяться зустрічі, дискусії та виставки, присвячені цілям Організації та її досягненням.
Традиційно в День Організації Об'єднаних Націй в залі Генеральної Асамблеї проводиться міжнародний концерт. [Архівовано 24 жовтня 2017 у Wayback Machine.] Іноді влаштовуються спеціальні заходи, на яких Організація Об'єднаних Націй за допомогою електронних засобів комунікації зв'язується з різними містами світу.